# Vityaz-SN
La Vityaz-SN (aussi connue sous le nom Izhmash PP-19-01) est un pistolet-mitrailleur d'origine russe utilisant la munitions 9 × 19 mm Parabellum développée par la firme Izhmash dès 2004 et produite depuis 2008. Cette arme issue directement de la PP-19 Bizon et inspirée de l'iconique AK-47 est appréciée pour sa robustesse et figure comme le pistolet-mitrailleur de base des forces armées de la fédération de Russie et de la police russe.

## Caractéristiques

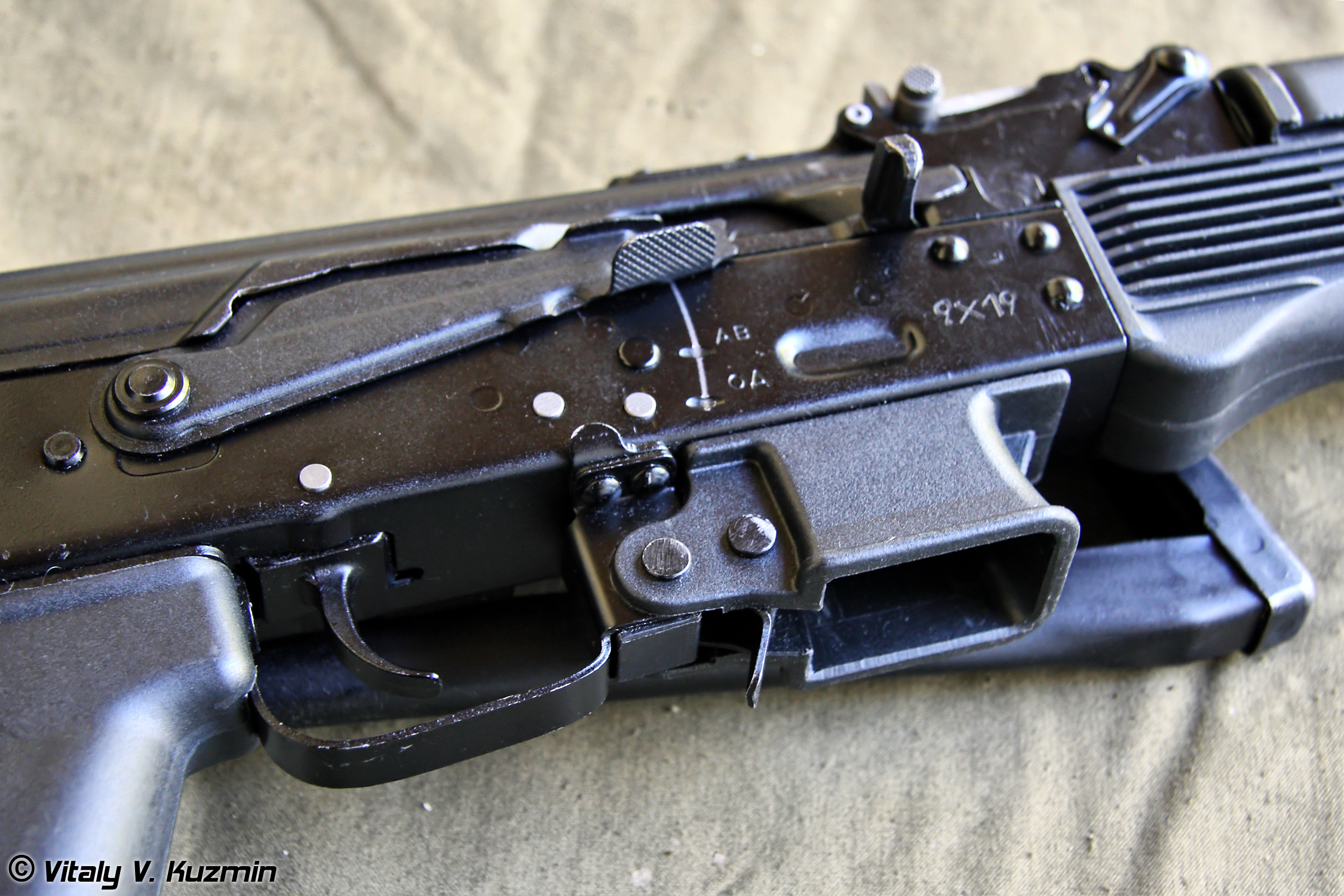
Sélecteur et unité poignée/déclencheur.

La Vityaz-SN conserve le récepteur rectangulaire de l'AK-74 avec son grand sélecteur de tir manipulable (réglage de sécurité, semi-automatique et automatique). L'unité poignée / déclencheur du pistolet (similaire à celle que l'on trouve sur la série moderne AK-10x) et le puits du magasin sont tous placés à leurs emplacements traditionnels le long du cadre. Le canon est plus court que ceci (mesurant 238 mm de long) pour remplir au mieux le rôle de mitraillette. La crosse d’épaule squelettique (issue du modèle AKS-74U) peut être repliée sur le côté droit du récepteur et sa forme évidée permet d’économiser du poids. Les viseurs en fer sont montés bien que les optiques et les accessoires tactiques (lampes de poche, viseurs, rainure) soient facilement soutenus par les sections de rail Picatinny au-dessus du récepteur et des extensions optionnelles le long des côtés (dessous, dessus et sur les côtés). Le frein de bouche est doté de fentes pour un contrôle accru et peut être remplacé par un suppresseur de son pour les opérations clandestines. Il en résulte des armes rapprochées efficaces et efficientes pour divers types d’infanterie — la longueur hors tout atteignant 705 mm avec le chargeur en extension et seulement 480 mm avec le stock replié. Le poids total est de 3 kg et deux points de contact permettent l’ajout d’une bandoulière la rendant ainsi plus pratique. En interne, la mitraillette, utilise un système de refoulement comprenant une conception à boulon serré (contrairement au fonctionnement à gaz de l'AK-74 avec mécanisme à boulon rotatif). La cadence de tir est de 700 à 750 coups par minute, avec une vitesse initiale nominale de 379 mètres par seconde et une portée  d’engagement allant jusqu’à 220 mètres. L'arme est alimentée par un chargeur détachable de 30 cartouches inséré dans un puits placé juste devant l'unité de déclenchement (un composant spécial permet d'associer des chargeurs côte à côte pour un rechargement plus rapide). La gâchette et les systèmes de sécurité sont issus de l’AK-74, de même que la section ressort de rappel / tige de guidage.

## Utilisateurs
La Vityaz-SN est utilisée notamment par :
 Namibie : 
- Marine namibienne

 Russie :
- Forces armées de la fédération de Russie
- Police (Russie)
- Spetsnaz

 Syrie
- Armée syrienne

 Uruguay
- Police nationale uruguayenne